# Slogan
A Slogan egy 1985-ben (hivatalosan 1988-ban) alakult magyar együttes, melynek kísérletező jellegű, folyamatosan mozgásban lévő, behatárolhatatlan stílusa a techno-thrash (technikás thrash metal), a progresszív metal, a progresszív rock, és az avantgárd- vagy experimental metal sajátos egyvelegéből áll össze.

## Története
Horváth Endre gitáros és a Valachi (Wallachy) testvérek, Valachi László, és a későbbi énekes Valachi Attila, dobos 1985 környékén kezdtek zenélni 1985-ben.

### 1986–1987
1986-ban és 1987-ben Straub István basszusgitárossal kiegészülve, már komoly együttest alkottak. A szobakoncertek és a próbatermi felvételek anyagából nagyjából két tucat demókazetta maradt fenn a korszakra jellemző thrash metal, progresszív metal) szerzemények mellett.

### A Metal Tornado korszak
Straub István távozása után számtalan további vállalhatatlan, őrült kazetta készült. A kezdetleges felvételek mellett beindult a komoly munka is.

### SunClub in Progress part I. – 1988–1990
1988-ban Bartucz Zoltán (Zöli) basszusgitáros és Pál Attila (Cika) gitáros érkezésével alakult ki a zenekar első klasszikus felállása. Ebben az évben vették fel a Slogan nevet.
A Slogan ezért csak az első, bemutatkozó kazettája, a Message For The Human Beings From The Human Beings után vállalt koncertet. A kiérlelt, tartalmas, profin összerakott és összeszokott produkció gyakorlatilag berobbant a hazai rockéletbe és átrendezte az underground piacot.
A Slogan az elvont, filozofikus, pszichedelikus progresszív rock (Pink Floyd, King Crimson) és az agyas, progresszív, transzcendens, sci-fi thrash metal (Voivod, Forbidden) ötvözésével teljesen egyedi stílust teremtett.

### Message For The Human Beings From The Human Beings 1989–1990
Első hivatalosan terjesztett hanganyaguk 1990. április 26-án jelent meg. Ugyanezen a napon került sor az anyag élő bemutatására, mely egyben az első hivatalos Slogan is koncert volt az Aku-Punk-Túra és a S. A. H. vendégszereplésével. Továbbá ez a Havanna Közösségi Házban tartott koncert volt a Forgotten Tour első állomása is.
A Wallachy - Wallachy - Endriske - Cika - Zöli felállásban készített, szerzői kiadásban piacra dobott Message... című Slogan kazetta a megjelenésekor, hivatalosan demónak minősült. De később anyaga összefolyt a Forgotten Moods különböző kiadásaival, mely szintén demóként kezdte, majd az évek során albummá nemesült, így a Message... státusza sokáig bizonytalan volt.
A helyzetet tovább bonyolítja, hogy minden elérhető hivatalos forrás (lemezborítók, szakkönyvek, szaklapok, diszkográfiák, honlapok) stabil állítása szerint a Message... kazetta (és hanganyag) 1989-es, miközben az együttes tagjai a korabeli újság- és rádióinterjúkban "1990. januárjának első heteit" nevezték meg a felvételek készítésének idejeként.
A Message... tíz Slogan szerzeményt tartalmaz. Ezek között található hat "komoly" dal (Blind Flight, Accident, His Master’s Voice, Psychical Chaos, Ariadne II., Escape From Landscape) és négy stílusparódia (I Love Me Girl, Emil Blood Strangers, Cowboy, Eine Kleine Punkmusik), melyek részben a zenekar humoros oldalát mutatták be, részben a Slogan első koncertműsorának részét képező feldolgozásokat is érzékeltették. Utóbbiak a rendkívül sűrű "komoly" anyag ellenpontozását jelentették a Forgotten Tour és a SunClub élő előadásain.
Az angol-német-magyar-halandzsa nyelvű kazettához (legalábbis az első kiadáshoz biztosan) sokszorosan kihajtható, magyar nyelvű szövegkönyvet tartalmazó igényes booklet társult.
A bemutatkozó anyag és a korai koncertprogram megosztotta a hallgatóságot. Voltak, akik az előremutató, rendhagyó zenei megoldásokat és az intelligens szövegvilágot emelték ki és helyezték az értékelésük középpontjába. Az igényességet és a pozitív szellemiségű közléskényszert dicsérték. Számukra itt kezdődött a Slogan legenda.
Mások a stílusparódiákat értették félre és cikizték a Slogant. Azokért az „Így írtok ti” jellegű görbe tükrökért, ironikus zenei "cikipédiáért", melyektől még a Frank Zappa, a Happy Dead Band, a L'art Pour L'art Társulat vagy az A.E. Bizottság dalaira jellemző avantgárd, groteszk, abszurd sem áll távol.

### Forgotten Moods 1990
A vegyes fogadtatás és egyes negatív kritikák elbizonytalanították az együttest, ezért a Message... leváltása céljából 1990. június 23-án új kazettát adtak ki, melyet még ugyanazon a napon, a budapesti Poscher János Művelődési Házban mutattak be élő koncerttel egybekötve.
Az előzővel némiképp átfedésben lévő Forgotten Moods című anyag elhagyta a Message... négy stílusparódiáját, valamint az egyetlen magyar nyelvű "komoly" dalát (His Master’s Voice). Ezek helyett négy új felvétel került a demóra. Három "komoly" szerzemény (Transubstantiation, Brave New World, Atonal Harmonies) és egy kevésbé durva stílusparódia (Oceans Of Emotions).
Az anyag újratervezése nemcsak a vicces fricskák túlnyomó részének eltávolításából állt, hanem az új koncepció jegyében az egységes arculat kialakításából is. Zeneileg a Slogan progresszív gyökereit kidomborító, szövegileg az irodalmi-mitológiai utalásokat tartalmazó, gondolatébresztő, filozofikus világát hangsúlyozó, majdnem teljesen homogén agyag készült. Végig angol nyelven kommunikálva. Természetesen az ultraigényes borító ezúttal is tartalmazta az összes dalszöveg irodalmi igényű mű-fordítását, vagy magyar verspárját.
Az angol nyelv tudatos használata, a nemzetközi megmérettetés igénye, a kinti zenei trendek naprakész lekövetése, sőt az azokkal való együtt létezés, együtt lélegzés a rendszerváltás határtalan lehetőségeinek illúziójában élő "nyugatos" metal-nemzedék jellemzői. Melyek ebben a formában jobbára 1988 és 1994 között léteztek és dolgoztak. A Forgotten Moods ezen korszak lenyomata és fontos dokumentuma. Hasonlóan az Undertaking, a Trottel, a Bedlam és a Barbed Wire korabeli anyagaihoz.
A másodjára már csak angol (és angol-halandzsa) nyelvű, jobbára "komoly" szerzeményeket tartalmazó, kilenc tételes régi-új Slogan anyag ("Demo - New version") egyöntetű sikert aratott. Ezzel el is kezdődött a Slogan kazetták számának és státuszának maszatolása. Bár a Forgotten Moods egyértelműen a második hivatalosan terjesztett hanghordozójuk volt, sokszor mégis csak az "első kazettaként", vagy "első demóként" hivatkoztak rá. A Message... alternatív, második kiadásként értékelve a Forgotten Moods albumot.
Albumot, mert az első korszak 1997-es lezárását követően újra és újra felmerült az igény egy jó minőségű CD-változat iránt, illetve az akkoriban elharapózódó letöltés-mánia miatt egy letölthető album iránt is. Így a Slogan félhivatalos-, a zenekar által is támogatott rajongói honlapjáról a tizenötödik évfordulóra elérhetővé vált az első két kazetta összes dala. Magyarán 2005. júniusától 2014. júniusáig letölthető volt egy 14 trackes, remaster CD alapján készült "ultimate" Forgotten Moods album. Ez úgy épült fel, hogy a Message... tíz dala után került a Forgotten Moods négy új felvétele. Pont ellentétesen a 2015-ös, antológiás újrakiadással, ahol a Forgotten Moods dalsorrendje után következnek a csak Message... dalok (majd az egyéb extra trackek).
(A teljes zűrzavarhoz hozzá tartozik még, hogy készült még egy Message... újrakiadás "Message... demo '90" címkével is.)
A Forgotten Moods hatására szélesre nyíltak a hazai underground metal világának ajtajai a Slogan előtt. A műfaj számára elérhető összes médiumban az egekig magasztalták a zenekart. Nagy Feró 'Garázs' című rádióműsora rendszeresen adta felvételeiket. Egész oldalas interjúkat közölt velük a magyarországi Metal Hammer, a rendszeres koncertbeszámolók mellett. Az összes hazai metal fanzine kiemelt helyet biztosított számukra. A Slogan interjúk és rencenziók mellett rendszeresen leközölték gondolatébresztő dalszövegeiket is. A Feszültség Fanzine közönségszavazásán "1990. legjobbjai" között, a "legjobb magyar zenekar" és a "legjobb magyar demó" kategóriákban egyaránt dobogós helyezést értek el. Mindkét esetben másodikak lettek a Bedlam mögött.

### Forgotten Tour 1990-től
A Forgotten Moods hatására felléphettek a Fekete Lyukban, a Petőfi Csarnok Heavy Metal klubjában, thrash metal fesztiválokon, valamint az összes vidéki underground és alternatív klubban is. Forgotten Tour nevű országos turnéjukon előzenekarként közös koncerteket adhattak a legnagyobb magyar metal zenekarokkal is. 1990. őszére a Slogan látszólag révbe ért.
Addigi pályafutásuk csúcsaként, 1990. december 1-én felléphettek a műfaj krémjével, a hazai thrash az évi legfontosabb eseményén: a budapesti Láng Művelődési Központjában, a Not Club II. Budapesti Thrash Fesztiválján.

### Forgotten Tour 1991/a
Az 1991-es év a hazai thrash metal élet csúcsidőszaka volt, így az intelligent thrash, illetve techno-thrash bandaként (is) számon tartott Slogan együttes szívesen látott, megbecsült fellépője volt a magyarországi seregszemléknek. Többek között emlékezetes koncerteket adtak a Fekete Lyukban, a Not Club III. Budapesti Thrash Fesztiválján; a Petőfi Csarnokban, a Heavy Metal Clubban; vagy a budapesti Danuvia Művelődési Ház Rock City Thrash Fesztiválján is.

### Erőlködés Fesztivál 1991
Az év, a műfaj és egyben a korszak legfontosabb eseményének azonban az 1991. május 25-én, a budapesti Mahart Művelődési Központban tartott TMC Erőlködés Thrash Fesztivál bizonyult. A Bedlam 'Blindfold turnéjához időzített TMC (Thrash Mosh Club) rendezvényen csaknem az összes akkoriban népszerű és aktív progresszív / intelligent thrash alakulat tiszteletét tette.
A maga nemében csak a Fekete Bárányok fesztivál jelentőségéhez mérhető legendás együttléten többek között koncertet adott a modern metal akkori "háromsága" ('Slogan', 'The Bedlam', 'Barbed Wire'), akik a korszak legmodernebb zenéjét játszották, posztkommunista körülmények között, mégis világszínvonalon. Valamint a műsort gazdagította még az 1990-es év másik nagy felfedezettje: a Mráz Sándor alias Alex vezette Just együttes koncertje is.

### SunClub in Progress part II. - 1991
Figyelemre méltó módon a Just már rögtön az 1990. december 27-i, Petőfi Csarnokban tartott bemutatkozó koncertje után az ötödik helyen végzett "1990. legjobbjai" között, a "legjobb magyar zenekar" kategóriában (a Barbed Wire és a Moby Dick mögött) a Feszültség közönségszavazásán. 1991-es "Rising Falling Back" című bemutatkozó kazettájuk hamar felsorakozott a 'Slogan', Bedlam, Barbed Wire, az Undertaking és a többiek klasszikusai mellé. Így, amikor az együttes soraiban hasadások keletkeztek, akkor a Just tagjai közül ketten is a 'Slogan'be igazolhattak át.
Messer (másik formájában Masher) azaz Márkus Attila basszusgitáros, illetve Rob, Juhász Róbert gitáros néhány hónap eltéréssel csatlakoztak a Sloganhez. A rendkívül technikás és elhivatott muzsikusok érkezése után új időszámítás kezdődött a zenekar életében. Az ideiglenes felállások megszűnésével és a felállás megszilárdulásával velük alakult ki a Slogan második klasszikus felállása, nagyjából 1992. januárjára.

### Forgotten Tour 1991/b
Mindeközben az együttest az a megtiszteltetés érte, hogy vendégként részt vehettek a The Bedlam Blindfold Tour néven futó-, illetve az Omen Feketében című országos turnéinak több állomásán. Így a saját (továbbra is) ForgottenTour című koncertkörútjuk mellett lehetőségük adódott bemutatniuk formálódó új műsoruk egy hasonló érdeklődésű-, és egy konzervatívabb metal-közönség előtt is. Poénjaik és stílusparódiáik továbbra is vegyes fogadtatásban részesültek, de az Omen közönség előtt kifejezetten jó hasznát vették erőteljes feldolgozásaiknak.
Érdekesség, hogy Magyarországon valószínűleg a Slogan dolgozta fel és tartotta műsoron a leghamarabb a Nirvana "Smells Like Teen Spirit" című dalát, mely 1991. őszére világslágerré vált, majd a szokásos kis lemaradással, 1992 januárjában már hazánkban is vezette a sikerlistákat. A slágerré vált alternatív rock szerzemény hatására az egyik hazánkban (is) állomásozó multinacionális zeneipari óriás felkérte a zenekart, hogy Olliárié (az első kiadáson Ollárié) című daluk (poéndalocskájuk, ironikus fricskájuk) mellé készítsenek még "hat hasonlót" és "majd aztán jól befuttatják" őket. A tiszteletlen kérőt persze gyorsan kikosarazták, de valószínűleg ez az intermezzo is közrejátszott a későbbi, 1994-es Slogan kamikazeakció: a Special... viccalbum elkészítésében.

### SunClub in Progress part III. - 1991
A zenekar 1991-ben tervbe vette egy újabb hanghordozó kiadását, melyet még abban az évben kívántak rögzíteni és megjelentetni is. Azonban a zenészvándorlás, illetve a zenekar és a közönség anyagi nehézségeinek megnövekedése ezt nem tette lehetővé. Mivel az árak az égbe szöktek, a vásárlóerő meg folyamatosan apadt, nem maradt más választásuk, mint új szerzeményeik csiszolása, koncerteken való érlelése. Utólag úgy értékelhető, hogy valószínűleg jót tett a daloknak a pihentetés, mert ebből a koncertprogramból alakult ki a "magnum opus", a hazai progresszív metal egyik (talán legfontosabb) csúcsteljesítménye: az Art Of Ego.

### Forgotten Tour 1992
A Wallachy - Wallachy - Endriske - Rob - Messer felállásban megszilárdult és megerősödött Slogan együttes tagsága az 1992. évben triplán bekoncertezte Magyarország újra, különlegesre, érdekesre nyitott koncerthelyszíneit, klubjait. Utólag már tisztán látszik, hogy ez volt az zenekar első felvonásának legerősebb időszaka. Az aranykor, mely a legaktívabb és legváltozatosabb koncertezéssel járt együtt.
1992-ben az zenekart újabb megtiszteltetés érte. Ezúttal az Ossiant kísérhették el a Kitörés című országos turné főbb állomásaira. E mellett gőzerővel zajlott a Forgotten Tour '92, melyben a vidék és a főváros klubjaiban mutatták be a készülő Art Of Ego kazettájuk formálódó műsorát. A budapesti Fekete Lyuk vagy Tüzesvíz klubok kisebb-nagyobb fesztiváljai a korszak kiemelkedő eseményeinek számítottak, melyeken a Slogan gyakran kiemelt- vagy egyenesen főzenekarként lépett fel.
A korszak valóban alulról szerveződő és valódi alternatív zenei életének központjának azonban ebben az évben már a Józsefvárosi Művelődési Ház bizonyult. Ott indult útjára a SunClub, mely történetében és jelentőségében elválaszthatatlan a Slogan együttestől.

### A SunClub - 1992-től
1992. április 9-én a Slogan tagjai SunClub néven elindították saját klubjukat, mely a Tüzesvíz kényszerű költözése, illetve a Fekete Lyuk lassú elsekélyesedése folytán hamarosan Budapest akkori egyik legfontosabb kulturális terévé vált.
A SunClub a nevét a Slogan emblémájáról kapta, ami egy felhő mögül kibújó mosolygó napot ábrázol. A rovásra emlékeztető, szögletes „metalos” logó teljesen kompatibilis a ’80-as évek heavy / power / thrash metal világával. Ezt egészítette ki, ellensúlyozta a kedves gyermeki motívum, a felhő mögül kikukucskáló mosolygó Napocska. A korabeli nyilatkozatok szerint "az öt napsugár az öt muzsikust jelképezi"; maga a jelenet pedig "a művészek optimista lelkületét: minden nehézség ellenére kitartó életszeretetét hivatott képviselni".
"Ez már önmagában is sok mindent elárul a zenekar szellemiségéről. A komoly és kemény zenét játszó zenekarok nagyrészt halálfejekkel, szörnyekkel, szörnyű nevekkel, mű-sátánizmussal, rombolással, feketehumorral, nihillel, depresszióval, haraggal fejezték ki a véleményüket a világról. A Slogan viszont pozitív szemlélettel, pozitív hozzáállással, tenni akarással. Abban az időben talán ők voltak az egyetlenek, akiknek ilyen kedves pozitív emblémájuk volt." - Jozé 2005
„A Slogan és környezete akkoriban rendkívül kreatív, közléskényszerrel rendelkező autonóm személyiségekből állt, ezért egy cseppet sem meglepő, hogy a klubjuk a találó metaforákra, a magvas mondanivalóra és az igényes kommunikációra vágyó, a transzcendensre nyitott, zeneértő, vájt fülű törzsközönséget vonzott be.” - Jozé 2009
A klubban gyakorlatilag a ’90-es évek összes előremutató, fontos zenekara fellépett. Legalábbis a hazai prog metal, komplex hardcore, techno-thrash, intelligent thrash színtér színe java. Ezért a SunClub néhány hét leforgása alatt az akkori modern metal egyfajta gyűjtőhelyévé, elit klubjává vált.
A deklaráltan „dohányfüstmentes és alkoholistamentes” klub minden egyes rendezvénye maga volt „az Esemény”. A rocksajtó felsőfokban számolt be minden egyes fellépésről. Különösen a Metal Hammer Hungarica akkor stábjából néhányan, nevezetesen Cselőtei László, Lénárd László, Szarka József és Uzseka Norbert rockszakírók számoltak be rendszeresen, hónapról-hónapra a SunClub történéseiről.
"A sloganes srácok rengeteg olyan csapatnak adtak (pesti) bemutatkozási lehetőséget, akiknek nem sikerült a zenéjükkel szemben kirekesztő médiumokban kellő figyelmet kapniuk. A kiemelkedően igényes zenék, illetve a gondolatébresztő szövegek mellé rendszerint tartalmas beszélgetés és vetítés is társult. Jelzésértékű, hogy a Pink Floyd The Wall című filmjével indult az első klubest." - Jozé 2014
A gyakorlatban a kísérletező zenekarok, a modern rock / metal / hardcore aktuális előadóinak elitje váltotta egymást a Slogan klubjában, mely a rocker közönség érdeklődő, nyitott, progresszivitásra és mondanivalóra fogékony krémjének gyűjtő- és találkozóhelye volt. Ennek ellenére a SunClub egy percig sem volt „sznobmágnes”. Ugyanúgy elfért benne az A.M.D. (Anti Military Demonstration) féle egyszerű hardcore, mint Maróthy Zoltán és Tobola Csaba (akkori Ossian tagok) közönségtalálkozója, ahogy egy transcendens, bibliai témájú beszélgetés az élet eredetéről és értelméről.
Könyvnyi terjedelmet igényelne a SunClub feldolgozása. Talán egyszerűbb úgy fogalmazni, hogy az akkoriban működő prog rock / techno thrash zenekarok közül talán csak az After Crying maradt ki valamiért a programsorozatból. A teljesség igénye nélkül olyan nívós névsorral dicsekedhet a klub műsorfolyama, mint: a Blackout, a Carmen, a Csigafröccs, az Exit, a Hecatomb, a Jericho, a Leukémia, a Macbeth, a Rain, a Screen, a Sonic Smell, a Southern Special, a Subject, vagy a Szén. Természetesen a testvérzenekaroknak tekintett The Bedlam és a Barbed Wire is állandó, visszatérő, kedves vendégnek számítottak. De még a jóval populárisabb Tankcsapda koncertje is megvalósulhatott, hiszen Lukács nyelvi leleménye, zseniálisan megfogalmazott gondolatai révén a TCs produkciója mégiscsak belefért a SunClub keretei közé.

### Art Of Ego 1992
A Messerrel és Robbal megerősödött zenekar egyre egyedibb és komplexebb zenei formákat hozott létre. A Slogan tagjainak hangszeres fejlődése és a korábbiaknál jobb stúdiótechnika csatarendbe állítása minden korábbinál jobb minőségű szerzeményeket és felvételeket eredményezett.
Az Art Of Ego előtanulmányaként 1992-ben két, belső használatra szánt próbatermi demó-demó is készült, rajta az aktuális koncertműsor feldolgozásainak egy részével, illetve a készülő anyag munkaverzióival. Már ezeken is tetten érhető a zenei világ kiszélesedése. A progresszív rock Pink Floyd és King Crimson gyökerei mellé hallhatóan felsorakozott már a Yes féle "matekozás", illetve az egyéb alapbandák iskolái is tetten érhető. Példaként érdemes nevesítve is megemlíteni a Gentle Giant színes stíluskavalkádját, gazdag hangszereléseit és meghökkentő váltásait, vagy a korai Genesis színház-szerű, színpadias, art rock előadásmódját.
Juhász Rob erőteljes és pontos rock-metal gitározása, a korai Metallica dinamikáját és hangszíneit idéző jelenléte pompásan egészíti ki Endriske fésületlen, őrült és egyedi gitározását, leginkább Robert Fripp világára emlékeztető meghökkentő akkordjait, mely nagyrészt torzítatlanul vagy alig torzítottan vagy fél-akusztikusan szólaltak meg. Mindez kiegészülve Messer "agyas" basszustémáival, egy korábban nem ismert minőséget, egy a korábbiaktól is egyedibb zenei világot hozott létre, mely jól illeszkedett a Wallachy testvérek társadalomkritikus, gondolatébresztő, irodalmi igényességgel megfogalmazott mondanivalójával, illetve Atesz egyre érdekesebbé váló, staccato-val kompatibilis dobolásához.
(Érdekesség, hogy az eredeti demók tanúsága szerint az Art Of Ego anyag részét képezte volna a Robotvihar, mely később a Voluntary Swoon albumon Endless Lullaby néven került kiadásra, nyerte el végső formáját.)
1992. november 13. felejthetetlen dátumnak számít a Slogan és progresszív zene rajongói számára. Ugyanis e napon, a SunClubban, a Leukémia koncertjét követően került sor „a magnum opus”: az Art Of Ego bemutatására.
Az Art Of Ego nyolc Slogan szerzeményt tartalmaz, melyeket két kazettaoldal alcíme szerint két blokkba csoportosítottak. Az első az úgynevezett Sun Side dalcsokra (Near To The Horizon, Flowing Slowly, On Obese Bodies, Ollárié, Desert Rain), a második a Moon Side dalai (Art Of Ego, Flotation, The Sun). Az átgondoltan szerkesztett oldalak, részek egy-egy akkori koncert-klasszikussal nyitnak és egy-egy instrumentális tétellel (Desert Rain, The Sun) zárnak. A többi dal, az egész anyag ismét angol nyelvű lett. Kis kivetélt képez az egyetlen stílusparódia, az Ollárié (más változatban Olliárié) halandzsa-angolja, illetve a címadó szerzemény, melyben az angol énekhez magyar nyelvű szavalás is társul.
Érdekesség, hogy a Flowing Slowly eredeti munkacímén még Acélmackó kesergő volt. Az instrumentális The Sun pedig az Art Of Ego megjelenése után, később további témákkal egészült ki, majd szöveget is kapott. 1994-ben a Voluntary Swoon munkálatai idején profi stúdióváltozat is készült belőle Moral Don Quijote címmel, de csak 1996-ban került publikálásra.
A Slogan együttes harmadik, hivatalosan terjesztett kazettája eredetileg "a zenekar harmadik demója"-ként látta meg a napvilágot, de a szerzői kiadásban napvilágot látott rendkívül igényes kiadványt hamarosan simán csak az "első albumként" aposztrofálták a rockerek. Ez hamarosan átszivárgott a sajtóba és a hivatalos zenekari kommunikációba is. Okkal, hiszen az anyag, mind tartalmában, mind kivitelében, mind minőségében jobbnak bizonyult a korszak műsoros kazettáinál. Beleértve a hivatalos nagy magyar sztárok '92-es kiadványait is.
"Az angol-magyar szövegkönyvet és művészi fotókat tartalmazó gyönyörű színes booklet mellé olyan, jó minőségű, különleges zenei élményt rejtő kazetta került, mely azóta is párját ritkítja." - Jozé 2012
Röviden összefoglalva az Art Of Ego "arról szól, hogy milyen szemét dolog önzőnek lenni". Az album esetében a filozofikus mélységű, elvont szövegek, komplex, mégis követhető és értelmezhető progresszív zenével társulnak. A húzós riffek és teljesen őrült témák okosan váltakoznak, minden tétel fel van dúsítva, meg van bolondítva valamilyen különleges megoldással. Izgalmas, különleges, egyedi mind a nyolc felvétel.
"A Pink Floyd és a Voivod szerelemgyermekeként megszületett prog metal / techno-tharsh növényke ugyanis továbbfejlődött: hatalmasra nőtt, kivirágzott és legalább olyan egyedi jegyeket vett fel, mint az Atheist, a Bedlam, a Coroner, a Forbidden, a Gentle Giant vagy a King Crimson a zenei fejlődés során.
A Slogan az Art Of Ego anyagával nemcsak, hogy köröket vert az egész ’92-es hazai mezőnyre, hanem évekkel, talán évtizedekkel előzte meg a korát. Ilyen komplex szerzeményekkel, ilyen fajsúlyos mondanivalóval, ilyen erős dalokkal persze duplán indokolt volt az élő koncertműsor lazítása és színesítése. Ezért akár a SunClubban, hazai pályán; akár a Forgotten Tour néven futó az országos turné előadásain léptek fel: továbbra is a műsor részét képezték a stílusparódiák és a feldolgozások." - Jozé 2012
A Slogan 1992-es Art Of Ego című kazetta-albuma stílusában és felfogásában megelőzte a Voivod 1993-as The Outer Limits albumát, ezzel a Slogan néhány évre az underground techno-thrash úttörőjévé, zászlóvivőjévé vált.

### Végjáték (1993–1994)
Valachi Attila, Valachi László, Horváth Endriske és Juhász Rob a hazai progresszív zenei élet élvonalában találta magát, ahol a Slogan 1997-es leállása után is komoly nyomot hagytak magunk után (!) (Trottel, Wellington, Agnus Dei, Inka-H, Kowalsky meg a Vega, stb...).
A thrash utolsó utáni végnapjaiban azonban rosszul számítottak, és a szinte csak hülyéskedést tartalmazó Special vászontekercseknek és gyurmahabarcsoknak '94 kazetta-album után elvesztették kitartó közönségük jelentős részét.
Ennek ellenére az 1994-es Voluntary Swoon album, az 1997-es Nincs című remake CD-jük máig a műfaj klasszikusainak számítanak. A "magnum opus" Art Of Ego-t pedig nemzetközi szinten is etalonként tartják számon gyűjtői körökben és a szakmában.

### Nincs in Progress - 1996
Az együttes 1994-es leállása után nagyjából másfél éves szünet következett. Ez alatt az idő alatt az egykori Slogan tagok csak egyéb zenekaraikkal, illetve a polgári foglalkozásukkal foglalatoskodtak. Azonban megszületett az igény a történet méltóságteljes lezárására. Különösen, hogy addig csak magnókazetták jelentek meg Slogan név alatt, amik igen jól szóltak, de folyamatosan vesztettek a minőségükből. Már látszott, hogy a CD-re, mint hanghordozóra, illetve az akkoriban induló internetre felkerülő hanganyagok maradandóbbnak bizonyulnak.
Ezért az 1996. év nyarán elkezdődött a hosszú hónapokon át tartó stúdiómunka. A grandiózus projekt minden korábbinál több résztvevővel és pazar hangszereléssel épült fel. Az alapnak számító férfi ének - dob - gitár - basszusgitár mellett még női ének, billentyűs hangszerek, bendzsó, brácsa, hegedű, cselló, nagybőgő is bevetésre került a felvételek során.

### Voluntary Swoon 1996
A koncertezés leállása után bő egy évvel, az eredeti mesterszalagok alapján elkészült a Voluntary Swoon új változata is, mely két, korábban kiadatlan bónusz dallal (Moral Don Quijote, Fuck You Army) kiegészítve, a korábbi kazettaváltozattól eltérő dalsorrendben tartalmazza az 1994-es album felvételeit.
A szerzői kiadásban megjelentetett, postai úton megrendelhető, 1996-os házi CD-változat a korábbinál sokkal jobb minőségben és a többség számára valószínűleg befogadhatóbb szerkesztéssel mutatja be a Slogan "első felvonásának hattyúdalát".

### Slogan Nincs 1997
1997. március 24-én a Trottel Records gondozásában CD és kazetta formátumban jelent meg a Slogan Nincs című remake albuma, mely a legendás csapat 1988 és 1994 között íródott, előző kazettáinak legsikeresebb szerzeményeiből szemezget.
A teljesen áthangszerelt, újraértelmezett és újra felvett dalok elkészítésében az utolsó aktív felállás tagjai mellett a Slogan korábbi tagjai, valamint közel egy tucatnyi neves vendégművész (Szabados Györgyi, Rácz Gabriella, Helecz Dániel, Mátyás "Matyi" Attila, Szendrei "Szasza" Zsolt, Szőke Tasi Zoltán, Nagy György, Zsidel Miklós, Száraz Miklós, Párniczky Ede) is közreműködött.
A Nincs album alapvetően tíz klasszikus Slogan szerzeményt tartalmaz, melyek közül kilenc (Art Of Ego, Atonal Harmonies, Transubstantiation, Pendulum, On Obese Bodies, Flowing Slowly, Flotation, Accident, Source) angol nyelven, egy pedig magyarul (A hetedik határon / eredetiben: Shy Delightfulness) hangzik el. Ezen felül az anyag része egy elmebeteg intro track, egy erőteljesen idegesítő hangörvény (Nincs), mint "új dal". Továbbá utolsóként elhangzik egy sajátos medley (a CD-változaton rejtett extraként), mely a Source egyik témájának jazz változatából, az Endless Lullaby remakejéből, a Passing Away gitárszólójából és effektezett Voice kiáltásából, valamint a Nincs őrületének visszatéréséből áll. Utóbbi egyveleg teljesen egyedi megoldásokkal operál, páratlan a hazai hangrögzítés történetében.
Az anyag egyöntetűen jó kritikákban részesült. A kritikusok dicsérték a Nincs hangszerelését és koncepcióját, valamint felemlegették az általuk ismert vendégművészek neveit is. Az album bekerült egy rakat hazai- és nemzetközi rockenciklopédiába. Többek között az olyan hangzatos nevű könyvekbe is, mint a 303 magyar lemez, amit hallanod kell, mielőtt meghalsz című felemásra sikeredett gyűjtemény.

### Nincs Tour 1997
A Nincs hivatalos megjelenésének napján a Slogan tagjai lemezbemutató koncertet tartottak a veszprémi Stonehenge együttes vendégszereplésével a budapesti Riff-Rööfff Rock Klub színpadán.
Majd a "méltóságteljes lezárást" követően tíz évre visszavonultak.

### MoonClub in Progress part I. – 2008–2010
A szűnni nem akaró pozitív visszajelzések és az internetes rajongói aktivitás nyomán 2008-ban a Slogan szekere ismét beindult. Az egykori tagok közül Endriske, Rob valamint a Wallachy testvérek vették fel újra a munkát. A zenekar új basszusgitárosa Gyuri, Kőrösi György lett.
2008. január 17. és 2010. április 29. között ismét számtalan próbatermi felvétel és demó készült. Részben a régi repertoár újraértelmezéseként, részben már felkészülés a következő (MoonClub) korszakra.
A késői 2009-es valamint a 2010-es, belső használatra készült felvételek készítésekor már Whooni, azaz Reketye Zoltán énekes, showman, billentyűs is a zenekar tagja volt. A kései koncerteken már fel is lépett a zenekarral showmanként.
Nem kis meglepetésre "magor nyelven" vagyis szinte teljesen magyarul folytatták a pályafutásukat, beleértve a korábbi időszak daltermésének átdolgozását, élő előadásait is.
A frissített repertoárból azonban kimaradtak a feldolgozások, a groteszk és gunyoros stílusparódiák. Ezért a közönség számára a korábbinál is nagyobb megterhelést jelentett egy-egy Slogan fellépés.

### Slogan - The Reunion Tour part I. – 2008–2009
2008. július 19-én a pomázi Patak Fesztiválon tértek vissza a színpadra. Abban az évben ez volt az egyetlen nyilvános fellépésük.
A budapesti visszatérő koncertjük egy rájuk igen jellemző, pozitív szellemiségüket visszatükröző eseményen: a XV. jótékonysági Leukémia Fesztivál színpadán történt, headlinerként 2009. január 23-án.
Az országos jótékonysági fesztiválhoz kapcsolódó Emberek Emberekért című válogatásalbum sorozat két részén is szerepeltek egy-egy felvétellel.

### Slogan Experience - The Reunion Tour part II. – 2009–2010
Második újkori koncertjük után azonban Wallachy Laci felhagyott a zenéléssel.
Ezért a 2010-is tartó Reunion Tour további állomásain (2009. március 28. - 2010. március 12.) Slogan Experience néven léptek fel, Endriske énekével. A turnén olyan legendás kortársakkal zenéltek együtt, mint a Wall of Sleep, az X Bedlam vagy a Pestilence. Majd az utolsó buli után ismét visszavonultak egy időre.

### MoonClub in Progress part II. – 2013–2014
2012-ben elkészült egy régi dal újraértelmezett, új magyar szöveggel előadott demója, a "Béke, Szeretet, Anarchia", mely az új korszak nyitányának bizonyult.
2013-tól ismét beindultak a próbák és az intenzív demózás. A cél egy teljesen magyar nyelvű új anyag összeállítása, illetve az új koncertprogram kidolgozása volt.
2014-től régi-új tagok részvételével amőbaszerűen változott a Slogan felállása és összetétele. Több énekest (Rön, Whooni) és basszusgitárost (Gyuri, Messer, Cika) is foglalkoztatott váltásban a produkció, valamint állandó jelleggel bevonásra kerültek billentyűs hangszerek, hangminták és samplerek (Whooni, Cika) is. Miután az új korszak markánsan különbözik a korábbiaktól, ezért a MoonClub címkével különböztetik meg az 1980-as, 1990-es évek munkásságától (SunClub).

### Forgotten Tapes - 2013–2015
Ezzel párhuzamosan Jozé kezdeményezésére és irányításával előkészítésre került egy SunClubos Slogan antológia, amely az 1988–1994 közötti felvételek gyűjteményes kiadása. (A bónuszok között található, 2010-es és 2012-es anyagok egyfajta átvezetésként szolgálnak a MoonClub korszakba.)
2013. június 11. és 2015. január 13. között hosszú hónapokon át zajlott a négy kazetta (Message, Forgotten Moods, Art Of Ego, Voluntay Swoon) hanganyagának feljavítása, valamint a döbbenetes mennyiségű koncert-, demó-, és próbatermi felvétel átszűrése, kiadható minőségű bónusz felvételek reményében.
Ez idő alatt a terjedelmes bookletekhez, illetve a készülő Slogan könyv mellékleteihez feldolgozásra kerültek az addigi sajtómegjelenések, promóciós anyagok, klubprogramok; valamint tisztázásra került az addigi életmű teljes szövegkönyve is.
2015. február 9-én az Edge Records a Forgotten Tapes című 3CD-s box setben együtt, illetve külön-külön lemezeken újra kiadta az 1990-es Forgotten Moods, az 1992-es Art Of Ego és az 1994-es Voluntary Swoon albumokat felújított hangzással, rengeteg extra felvétellel kiegészítve.
Előbbi kettő csak kazettán jelent meg korábban, a harmadik pedig csak utólag terjesztett, félhivatalos házi barkács CD-n volt elérhető. (A Forgottenből elvileg létezett még korábban egy 14 számos "ultimate" "CD változat" is, de a gyakorlatban csak online, demóként került terjesztésre egy ideig, ingyenes letöltés formájában.)

#### Forgotten Moods 2015
Ez a CD-változat az 1990-es Forgotten Moods kazetta dalsorrendjét vette alapul. Annak sorrendjében váltogatják egymást a már a Message For The Human Beings From The Human Beings kazettán is szereplő felvételek, az eleve a Forgottenhez készült újabbakkal.
A bónuszok első adagja a csak a Message... kazettán szereplő dalokat, javarészt zenekari poénokat és stílusparódiákat tartalmazza. Továbbá egy korábban hozzáférhetetlen Message... outtake-et, a Rock And Roll Is Good című felvételt is. A Message... dalai hivatalosan 1989-es demók, de előfordulhat, hogy a felvételek valójában 1990-ben készültek.
Ezt követi az amúgy rettenetes, belső használatra készült Metal Tornado kazetta egyik kivételesen értékelhető felvétele: az Accident 1988-as ősváltozata. A korábban kiadatlan opusban alaposan megcsillan a korai Slogan zsenije, a későbbi érett produkciók ősgyöke.
Az extrák harmadik blokkjában a hazai zenei albumok valószínűleg leghallgathatatlanabbja, a Special Vászontekercseknek és Gyurmahabarcsoknak '94 viccalbum öt nehezen értelmezhető trackje hallható. Az 1989-ben (Fektessetek vonat alá), 1990-ben (PunkSó, No Galacsi) és 1994-ben (Olliárié II., Sündörzsölő Sajtmozgató) készült demófelvételeket csak kellő (ön)iróniával szabad meghallgatni. Vagy még úgy se nagyon. Egyébként ellenjavallott és tilos. (Megjegyzendő, hogy a Forgotten Moods műsorából dátumilag és tematikájában is kilóg a két '94-es szám.)
A bónusz felvételek negyedik adagjában meghallgatható a korábban kiadatlan Forgotten Tour- Live in Kisújszállás 1993 bootleg-koncertalbum két dala (Brave New World, Ariadne II.). Az első szerkesztett változatban (hiányzott a szalag eleje), a második versként, magyarul. Valamint rendhagyó intróként újraélhető még a Reunion Tour egyik 2009-es budapesti fellépése (Leukémia Fesztivál) előtt elhangzott őrületes soundcheck elmebeteg részlete (Egyedem, begyedem).
Érdekesség, hogy az eredeti koncepció szerint a bónusz anyag részét képezte volna a Cowboycsorda is, azonban terjedelmi okok miatt lemaradt. Más került a helyére.

#### Art Of Ego 2015
Az 1992-es Art Of Ego album első CD kiadásán az eredeti kazetta oldalainak (Sun Side, Moon Side) sorrendben követik egymást a klasszikus felvételek.
A CD-formátumú újrakiadást megelőző több, mint egy évig tartó előkészítő munkálatok során az Art Of Ego törzsanyagból három teljes értékű, eltérő arányú és szemléletű újrakeverés / mastering is elkészült. Végül az időrendben harmadik változat került fel a Slogan antológiás kiadásra. A címadó felvétel egyik 2014-es alternatív mixét a Pompeii Records youtube csatornáján lehet összehasonlítani a CD-re préselt, végleges verzióval.
A bónusz tartalom első része az 1992-ben készült, de ezidáig kiadatlan karaoke változat (Art Of Karaoke vagy Art Of Ego - Instrumental Side). Természetesen az eleve instrumentális tételek (Desert Rain, The Sun) és a halandzsa őrület Ollárié kivételével.
Az extra műsor második része a korábban szintén kiadatlan Forgotten Tour - Live in Kisújszállás 1993 című koncertfelvétel három, hangzásában feljavított dala (Flotation, Near To The Horizon, Flowing Slowly).
Érdekesség, hogy a több, mint ötven órányi fennmaradt archív demó- és bootleg-felvétel átnyálazása után sem sikerült a címadó szerzeményből egyetlenegy értékelhető, kiadható minőségű, teljes korabeli felvételt találni. Talány, hogy miért pont az Art Of Ego elhangzásának tíz perce alatt cserélt (vagy fordított) mindenki kazettát a magnójában...

#### Voluntary Swoon 2015
Ezúttal az 1994-es eredeti kazetta anyaga indítja a CD-t, eredeti dalsorrendben. Ezek után következik a bónusz szekcióban a két outtake, melyek első alkalommal az 1996-os CD-kiadáson lettek publikálva.
A friss bónuszok a 2010-es Megyek haza gyakorolni, illetve a 2012-es Lementem a közértbe fantázianevű, belső használatra készült házi demókról kerültek fel a 2015-ös kiadványra. A feljavított próbatermi felvételről megszólaló Fizikus eredetije a Psychical Chaos. Hallhatóan alaposan át lett gondolva és gyúrva. A Béke, Szeretet, Anarchia című demófelvétel pedig a Fuck You Army legújabb változata, új és az előzőtől radikálisan eltérő magyar szöveggel. Utóbbi egyértelműen a MoonClub korszak előhírnöke. Átvezetésként, felvezetésként került fel az antológia végére.
Érdekesség, hogy az utolsó előtti pillanatig a CD tervezett műsorán szerepelt még a Lebegés 2010-es, úgynevezett E-Fantasy verziójának egy részlete. Szerencsére januárban sikerült elérni, hogy a kiváló alkotás mégse kerüljön rövidítésre, így az helyhiány miatt ugyan lemaradt az antológiás CD-ről, de a későbbiekben, egy újabb archív kiadványon várható a teljes, csonkítatlan felvétel publikálása is.

### MoonClub in Progress part III. – 2015–2016
A zenekar hivatalos honlapja szerint az Előbújhat minden Állat című album készítésével foglalatoskodtak.

## Tagok

### Slogan 2016
- Valachi "Wallachy Atesz" Attila – dob, vokál (1985–1994, 1996–1997, 2008–2010, 2013–napjainkig)
- Horváth "Endriske" Endre – gitár, basszusgitár, ének, vokál (1985–1994, 1996–1997, 2008–2010, 2013-napjainkig)
- Juhász "Rob" Róbert – gitár, vokál (1991–1994, 1996–1997, 2008–2010, 2013–napjainkig)
- Rüjön "Rön" Hönt – ének (2014–napjainkig)
- Papp "Laci" László – basszusgitár (2016–napjainkig)

### Korábbi tagok 1985–2015
- Pál "Cika" Attila – gitár, billentyűs hangszerek (1988–1991, 2014–2015)
- Márkus "Messer" Attila – basszusgitár (1991–1992, 2013–2015)
- Kőrösi "Gyuri" György – basszusgitár (2008–2010, 2013–2015)
- Reketye "Whooni" Zoltán – billentyűs hangszerek, ének, showman (2009–2010, 2014–2015)
- Valachi "Wallachy Les" László – ének (1985–1994, 1996–1997, 2008–2009)
- Straub "Strucc" István – gitár (1986–1987)
- Bartucz "Zöli" Zoltán – basszusgitár (1988–1990)
- Büki "Bükesz" Zoltán – basszusgitár (1991)
- Szakács "Cakk" Péter – basszusgitár (1991)
- Torma "Öcsi" Attila – basszusgitár (1993–1994, 1996–1997)

## Diszkográfia

### Hivatalosan terjesztett hangfelvételek
- Message For The Human Beings From The Human Beings MC (szerzői kiadás) 1989 (vagy 1990?) - a következő kiadvány alternatív változata, demó
- Forgotten Moods MC (szerzői kiadás) MC 1990 – az előző kiadvány alternatív változata, a megjelenésekor még demónak számították, album
- Art Of Ego (szerzői kiadás) MC 1992 – a megjelenésekor még demónak számították, album
- Special Vászontekercseknek és Gyurmahabarcsoknak '94 MC (Trottel) 1994 – archív felvételekből és poénokból összeállított viccalbum
- Voluntary Swoon MC (szerzői kiadás) 1994 – album
- Nincs MC és CD (Trottel) 1997 – remake album
- Előbújhat minden Állat mp3 (szerzői kiadás) 2016 – albumelőzetes, demó
- Előbújhat minden Állat CD (Sárember) 2016 – album

### Újrakiadások
- Message... MC (szerzői kiadás) 1990 – eltérő borítóval és évszámmal, változatlan hanganyaggal
- Voluntary Swoon CD (szerzői kiadás) 1996 – eltérő borítóval, két bónusz felvétellel
- Forgotten Moods CD és legális letöltés (szerzői kiadás) 2005 – hat bónusz felvétellel, rajta a Message... összes felvételével
- Forgotten Moods és legális letöltés CD (EDGE / Hammer) 2015 – eltérő borítóval, tizenöt bónusz felvétellel, rajta a Message... összes felvételével
- Art Of Ego CD és legális letöltés (EDGE / Hammer) 2015 – eltérő borítóval, nyolc bónusz felvétellel
- Voluntary Swoon CD és legális letöltés (EDGE / Hammer) 2015 – eltérő borítóval, négy bónusz felvétellel

### Díszdobozok
- Forgotten Tapes 3CD (EDGE / Hammer) 2015 – box set, gyűjtemény

### Válogatások
- Emberek Emberekért No 2. (Ka-Rock / Pompeii) 2007 – jótékonysági válogatás
- Emberek Emberekért No 5. (Ka-Rock / Pompeii) 2007 – jótékonysági válogatás